# Campylophyllum halleri
Campylophyllum halleri là một loài Rêu trong họ Hypnaceae. Loài này được (Sw. ex Hedw.) M. Fleisch. mô tả khoa học đầu tiên năm 1914.